# Campionati mondiali di ginnastica aerobica 2018
I Campionati mondiali di ginnastica aerobica 2018 sono stati la 15ª edizione della competizione organizzata dalla Federazione Internazionale di Ginnastica.
Si sono svolti a Guimarães, in Portogallo, dal 1 al 3 giugno 2018.

## Medagliere
| Pos.   | Nazione       | Oro | Argento | Bronzo | Totale |
| ------ | ------------- | --- | ------- | ------ | ------ |
| 1      | Russia        | 3   | 1       | 1      | 5      |
| 2      | Giappone      | 2   | 0       | 0      | 2      |
| 3      | Cina          | 1   | 3       | 1      | 5      |
| 4      | Corea del Sud | 1   | 1       | 0      | 2      |
| 5      | Italia        | 1   | 0       | 1      | 2      |
| 6      | Romania       | 0   | 2       | 2      | 4      |
| 7      | Ungheria      | 0   | 1       | 1      | 2      |
| 8      | Messico       | 0   | 0       | 1      | 1      |
| 8      | Ucraina       | 0   | 0       | 1      | 1      |
| Totale | Totale        | 8   | 8       | 8      | 24     |

## Podi
| Evento                | Oro           | Argento            | Bronzo     |
| Individuale maschile  | Mizuki Saito  | Daniel Bali        | Ivan Veloz |
| Individuale femminile | Riri Kitazume | Anastasiia Ziubina | Anna Bullo |
| Coppia mista          | Italia        | Romania            | Ungheria   |
| Trio                  | Russia        | Cina               | Cina       |
| Gruppo                | Cina          | Romania            | Russia     |
| Danza                 | Corea del Sud | Cina               | Romania    |
| Step                  | Russia        | Cina               | Ucraina    |
| Gara a squadre        | Russia        | Corea del Sud      | Romania    |